# Red Bull MotoGP Rookies Cup 2008
La Red Bull MotoGP Rookies Cup del 2008 è stata la seconda edizione del campionato monomarca, dove tutti i partecipanti corrono con motociclette della KTM. Si svolge quale competizione concomitante ad otto Gran Premi del motomondiale, ha avuto inizio il 29 marzo in Spagna presso il circuito di Jerez de la Frontera ed è terminato il 17 agosto, in Repubblica Ceca, al circuito di Brno. Il titolo è stato vinto dallo statunitense JD Beach.

## Calendario gare
| Data      | Circuito             | Vincitore        |
| --------- | -------------------- | ---------------- |
| 29 marzo  | Jerez de la Frontera | Luis Salom       |
| 30 marzo  | Jerez de la Frontera | Luis Salom       |
| 12 aprile | Estoril              | Daijiro Hiura    |
| 17 maggio | Le Mans              | Luis Salom       |
| 31 maggio | Mugello              | Luis Salom       |
| 21 giugno | Donington Park       | Miguel Oliveira  |
| 27 giugno | Assen                | Miguel Oliveira  |
| 12 luglio | Sachsenring          | JD Beach         |
| 16 agosto | Brno                 | Mathew Scholtz   |
| 17 agosto | Brno                 | Sturla Fagerhaug |

## Classifica piloti
| Pos. | Pilota               | Spagna (bandiera) | Spagna (bandiera) | Portogallo (bandiera) | Francia (bandiera) | Italia (bandiera) | Regno Unito (bandiera) | Paesi Bassi (bandiera) | Germania (bandiera) | Rep. Ceca (bandiera) | Rep. Ceca (bandiera) | P.ti |
| ---- | -------------------- | ----------------- | ----------------- | --------------------- | ------------------ | ----------------- | ---------------------- | ---------------------- | ------------------- | -------------------- | -------------------- | ---- |
| 1    | JD Beach             | 2                 | 2                 | 2                     | 2                  | 2                 | 5                      | 8                      | 1                   | 11                   | NC                   | 149  |
| 2    | Luis Salom           | 1                 | 1                 | 4                     | 1                  | 1                 | 9                      | 7                      | NC                  | NC                   | 3                    | 145  |
| 3    | Sturla Fagerhaug     | 7                 | 4                 | 3                     | 6                  | 7                 | 2                      | 2                      | NC                  | 2                    | 1                    | 142  |
| 4    | Daijiro Hiura        | 5                 | 5                 | 1                     | -                  | 3                 | NC                     | 4                      | 2                   | 12                   | 8                    | 108  |
| 5    | Nelson Major         | 4                 | 6                 | 5                     | 3                  | 11                | 4                      | NC                     | 5                   | 18                   | 4                    | 92   |
| 6    | Mathew Scholtz       | NC                | 10                | 11                    | 8                  | 9                 | 3                      | NC                     | 6                   | 1                    | 7                    | 86   |
| 7    | Matthew Hoyle        | NC                | 14                | NC                    | 15                 | 10                | -                      | 3                      | 3                   | 3                    | 2                    | 77   |
| 8    | Jakub Kornfeil       | 8                 | 9                 | 19                    | 9                  | 6                 | 7                      | 10                     | NC                  | 10                   | 6                    | 63   |
| 9    | Daniel Ruiz          | 6                 | 7                 | 10                    | 7                  | 4                 | 13                     | 6                      | NC                  | 21                   | 13                   | 63   |
| 10   | Florian Marino       | 11                | 13                | 13                    | 5                  | 19                | NC                     | 5                      | 7                   | 7                    | 5                    | 62   |
| 11   | Markus Reiterberger  | 9                 | 8                 | 9                     | NC                 | 8                 | 12                     | 12                     | 10                  | 6                    | 9                    | 61   |
| 12   | Miguel Oliveira      | -                 | -                 | 8                     | -                  | -                 | 1                      | 1                      | -                   | -                    | -                    | 58   |
| 13   | Daniel Kartheininger | 14                | 17                | 7                     | 4                  | 5                 | NC                     | NC                     | 4                   | 8                    | NC                   | 56   |
| 14   | Deane Brown          | 3                 | 3                 | 6                     | -                  | -                 | -                      | -                      | -                   | 4                    | NC                   | 55   |
| 15   | Péter Sebestyén      | 15                | 15                | 17                    | 11                 | NC                | 6                      | 16                     | 8                   | 13                   | NC                   | 28   |
| 16   | Cristian Trabalón    | NC                | 11                | 15                    | 10                 | 16                | -                      | 9                      | 9                   | -                    | -                    | 26   |
| 17   | Kevin Calia          | 13                | 19                | 12                    | -                  | NC                | 10                     | 17                     | 11                  | NC                   | 10                   | 24   |
| 18   | Yuga Yokoo           | NC                | 18                | 14                    | 14                 | 13                | 8                      | 14                     | NC                  | 9                    | 19                   | 24   |
| 19   | Adam Blacklock       | 12                | 12                | 16                    | 12                 | 15                | NC                     | 19                     | 14                  | 14                   | 12                   | 21   |
| 20   | Nico Thöni           | -                 | -                 | -                     | -                  | -                 | -                      | 15                     | 12                  | 5                    | 14                   | 18   |
| 21   | Alessio Cappella     | -                 | -                 | -                     | -                  | 18                | 11                     | 13                     | NC                  | 19                   | 11                   | 13   |
| 22   | Joshua Elliott       | 10                | 16                | NC                    | NC                 | 12                | NC                     | 18                     | NC                  | 17                   | 15                   | 11   |
| 23   | Dylan Mavin          | NC                | -                 | -                     | NC                 | 14                | NC                     | 11                     | 16                  | 20                   | 16                   | 7    |
| 24   | Harry Stafford       | 16                | 20                | 18                    | 16                 | 17                | NC                     | 20                     | 13                  | 15                   | 17                   | 4    |
| 25   | Quentin Jacquet      | -                 | -                 | -                     | 13                 | -                 | -                      | -                      | -                   | -                    | -                    | 3    |
| 26   | Niklas Ajo           | -                 | -                 | -                     | -                  | 20                | NC                     | NC                     | 15                  | 16                   | 18                   | 1    |
| NC   | Ben Mcconnachie      | -                 | -                 | -                     | 17                 | 21                | NC                     | -                      | -                   | -                    | -                    | 0    |
| Pos. | Pilota               | Spagna (bandiera) | Spagna (bandiera) | Portogallo (bandiera) | Francia (bandiera) | Italia (bandiera) | Regno Unito (bandiera) | Paesi Bassi (bandiera) | Germania (bandiera) | Rep. Ceca (bandiera) | Rep. Ceca (bandiera) | P.ti |

| Legenda | 1º posto        | 2º posto            | 3º posto           | A punti      | Senza punti        | Grassetto – Pole position Corsivo – Giro più veloce |
| Legenda | Gara non valida | Non qual./Non part. | Ritirato/Non class | Squalificato | '-' Dato non disp. | Grassetto – Pole position Corsivo – Giro più veloce |

### Sistema di punteggio e legenda
| Pos.  | 1  | 2  | 3  | 4  | 5  | 6  | 7 | 8 | 9 | 10 | 11 | 12 | 13 | 14 | 15 | 16> |
| ----- | -- | -- | -- | -- | -- | -- | - | - | - | -- | -- | -- | -- | -- | -- | --- |
| Punti | 25 | 20 | 16 | 13 | 11 | 10 | 9 | 8 | 7 | 6  | 5  | 4  | 3  | 2  | 1  | 0   |